# Paul Finet
Paul Finet (Montignies-sur-Sambre, 1897 - Luxemburg, 18 mei 1965) was een Belgische politicus en syndicalist.

## Biografie
Paul Finet werd in 1947 verkozen als  algemeen secretaris van het Algemeen Belgisch Vakverbond (ABVV) tijdens deze vakbond haar eerste congres. Hij zou daarbij de fusie van de vier vakbonden (BVV, BVES, MSU en ASOD) coördineren. Hij vervulde deze functie tot 1952. 
Op 7 december 1949 werd hij, tijdens het stichtingscongres van het Internationaal Verbond van Vrije Vakverenigingen te Londen, verkozen tot voorzitter. Vanaf 1952 zetelt hij in de Hoge Raad van de Europese Gemeenschap voor Kolen en Staal en in 1958 volgde hij René Mayer op als voorzitter van deze organisatie.
Ten slotte was hij, tussen 1958 en 1959, voorzitter van de naar hem genoemde commissie-Finet.
- Gemeinsame Normdatei: 1030055025
- International Standard Name Identifier: 0000 0003 5951 3807
- Library of Congress Control Number: no2008055852
- Nederlandse Thesaurus van Auteursnamen: 072164816
- Réseau des bibliothèques de Suisse occidentale: 02-A003243470
- Système universitaire de documentation: 05757152X
- Virtual International Authority File: 220059437
- WorldCat: E39PBJxmDPfpKQ78bTgQxyMByd